# مارك برادلي (لاعب كرة قاعدة)
مارك برادلي (بالإنجليزية: Mark Bradley)‏ هو لاعب كرة قاعدة أمريكي، ولد في 3 ديسمبر 1956 في إليزابيثتاون في الولايات المتحدة.

## وصلات خارجية
- مارك برادلي على موقع دوري كرة القاعدة الرئيسي (الإنجليزية)
- مارك برادلي على موقعبيزبول رفرنس.كوم (الدوري الرئيسي) (الإنجليزية)
- مارك برادلي على موقعبيزبول رفرنس.كوم (الدوري الثانوي) (الإنجليزية)
- مارك برادلي على موقع إي إس بي إن.كوم (أم.أل.بي) (الإنجليزية)
- مارك برادلي على موقع مشجعي الرسوم البيانية (الإنجليزية)